# Guerre russo-suédoise de 1554-1557
La guerre russo-suédoise de 1554-1557 est le prélude de la future guerre de Livonie (1558–1583). La guerre russo-suédoise prit fin lorsque les parties (Ivan IV de Russie dit Ivan le Terrible et Gustave Ier de Suède) sont convenues d'une trêve avec le traité de Novgorod de 1557.

## Contexte
La guerre russo-suédoise est née d'escarmouches frontalières. L'accès suédois au commerce de la Baltique est limité par les possessions danoises au sud de son territoire et son manque de ports qui soient libres des glaces toute l'année. Néanmoins, la Suède prospère grâce à ses exportations de bois, de fer et de cuivre. Elle bénéficie également d'une marine en pleine expansion et de la proximité des ports livoniens, situés de l'autre côté du golfe de Finlande. Avant la guerre, la Suède a déjà tenté de s'étendre en Livonie, mais l'intervention du tsar de Russie lors de la guerre russo-suédoise de 1554-1557, conclue par le traité de Novgorod en 1557, préserve le statu quo ante.
Lorsque la guerre de Livonie éclate, la Ligue hanséatique a déjà perdu son profitable monopole sur le commerce dans la mer Baltique. Elle continue ses activités marchandes, mais doit désormais affronter la concurrence des flottes d'Europe occidentale, et notamment celles des Dix-Sept Provinces néerlandaises. Les navires de la Hanse ne font plus le poids face aux navires de guerre modernes. Sa part déclinante dans le commerce de la région l'empêche d'entretenir une flotte conséquente, et ses membres livoniens comme Riga, Reval et Narva sont dépourvus de toute réelle protection. La marine du Danemark, la plus puissante de la Baltique, contrôle l'accès à cette mer par le détroit de l'Øresund, collecte les droits de passage et contrôle les points stratégiques que sont les îles de Bornholm et de Gotland.

## Les batailles
En mars 1555, la Russie a lancé une attaque avec près de 20 000 soldats. Les troupes russes entrent en territoire finlandais et la Finlande n'a qu'un millier de fantassins et ne peut contenir et résister aux troupes russes. Mais bientôt, des renforts suédois arrivent, constitués de 3 700 fantassins et 250 cavaliers. La noblesse finlandaise a également été engagée dans la guerre, contribuant à la cavalerie finlandaise. Les troupes finno-suédoises attaquent la forteresse de Chlisselbourg. Ils assiègent la cité portuaire, mais la stratégie est mal préparée et les Russes finissent par repousser les assaillants. Les Suédois demandent l'aide à la Livonie, à la Pologne et à la Lituanie. Les Russes poussent à leur avantage et font des razzias dans les villes, telle que Vyborg.
Dès 1556, des pourparlers s'engagent entre la Suède et la Russie pour convenir d'un traité de paix qui permettrait de mettre un terme à cette guerre ruineuse et rétablir des liens commerciaux.
En 1557 est signé le traité de Novgorod.

## Conséquences
Le tsarat de Russie devient le voisin oriental de la Livonie après avoir absorbé les principautés de Novgorod (1478) et de Pskov (1510). Il s'est encore renforcé grâce à l'annexion des khanats de Kazan (1552) et d'Astrakhan (1556). L'impossibilité pour la Russie de participer au commerce de la Baltique exacerbe les tensions entre le tsarat et les puissances occidentales. Le nouveau port d'Ivangorod, construit par le tsar Ivan le Terrible sur la rive orientale de la Narva en 1550, ne suffit pas en raison de ses bas-fonds. Par la suite, le tsar demande à la Confédération livonienne de payer environ 6 000 marks pour conserver l'évêché de Dorpat, affirmant que chaque homme adulte donnait un mark à Pskov lorsque celle-ci était indépendante. En 1557, les Livoniens promettent à Ivan de payer cette somme, mais ils ne le font pas, ce qui rompt les négociations.

## Articles annexes
- Guerre russo-suédoise